# OKWAP千里
OKWAP千里是英華達的子公司，成立於2000年，基地分佈於台北、中國上海和南京，負責各種軟體及硬體的技術研發及製造。2014年，開始有穿戴式電子設備以及網路家電的產品，專注於打造以健康為核心的社交網路平台。 手機代言由蜜雪薇琪、Twins、S.H.E作代言。

## 外部連結
- OKWAP千里（页面存档备份，存于）